# Folkomröstningen om kvinnlig rösträtt i Liechtenstein 1984
Folkomröstningen om kvinnlig rösträtt i Liechtenstein 1984 var en folkomröstning rörande införandet av kvinnlig rösträtt på nationell nivå i Liechtenstein, den hölls 1 juni 1984. Det var fjärde gången man röstade om frågan i landet efter tidigare folkomröstningar 1968, 1971 och 1973. Folkomröstningen slutade i seger för ja-sidan och resulterade i införandet av kvinnlig rösträtt samma år. 
Vid tidpunkten var Liechtenstein enda land i Europa att ännu inte ha infört kvinnlig rösträtt. Fram till 1960-talet hade frågan väckt liten uppmärksamhet i det konservativa katolska landet. Liechtenstein påverkades av den ökande aktivismen i Schweiz, där kvinnlig rösträtt slutligen  kom att införas 1971. 
Sedan den första folkomröstningen om kvinnlig rösträtt i Liechtenstein 1968 hade slutat i seger för nej-sidan organiserade sig för första gången en rösträttsrörelse i landet i form av Komitée für das Frauenstimmrecht under Bernadette Brunhart, Elfriede Winiger och Melitta Marxer. En andra omröstning hölls 1971, som slutade i seger för nejsidan, och resulterade i bildandet av Arbeitsgruppe für die Frau, som arbetade för jämställdhet. En tredje omröstning hölls 1973, som slutade i seger för nejsidan. Efter denna hölls 1981 en kampanj för kvinnlig rösträtt, Aktion Dornröschen, som 1982 ledde till bildandet av en manlig sympatisörtsgrupp, Männer für das Frauenstimmrecht (MfdF). Kampanjerna ledde till ett stöd för rösträtt bland landets etablissemang. Införandet av kvinnlig rösträtt hade stöd i pressen och de två största politiska partierna. 1984 beslutades därför om en fjärde omröstning i frågan.
Endast män tilläts delta i folkomröstningen, där valdeltagandet nådde 86,19 %. Omröstningen resulterade i att kvinnlig rösträtt infördes samma år efter en svag seger på 119 röster för ja-sidan, med 2 370 för och 2 251 emot. 
Som ett resultat av folkomröstningen valdes Emma Eigenmann 1984 in som första kvinna i parlamentet. Full kvinnlig rösträtt på kommunal nivå var inte genomförd förrän 1986. 1993 blev Cornelia Gassner första kvinnan i regeringen. 